# 2015 par pays en Amérique

## Continent américain
- 10 au 26 juillet : Jeux panaméricains à Toronto au Canada.
- 23 au 28 janvier : blizzard dans le Nord-Est de l'Amérique du Nord.
- 10 et 11 avril : 7e Sommet des Amériques au Panama, Cuba y participe pour la première fois[1].
- 26 mai : Luis Almagro, ancien ministre uruguayen, devient secrétaire général de l'Organisation des États américains, succédant à José Miguel Insulza.
- 24 au 29 août : la tempête tropicale Erika frappe les Antilles.
- Octobre : l'ouragan Patricia frappe l'Amérique centrale et la côte Pacifique du Mexique.

## Belize
- 4 novembre : élections législatives.

## Brésil
- 15 mars, 12 avril : à la suite d'accusations de corruption touchant de nombreuses personnalités politiques proches du pouvoir, des manifestations contre la présidente Dilma Rousseff rassemblent plus d'un million de personnes.
- 5 novembre : rupture de barrages de Bento Rodrigues dans le Minas Gerais.

## Chili
- 3 mars : l'éruption du volcan Villarrica nécessite l'évacuation en urgence de plus de 3 000 personnes vivant alentour.
- 25 mars : tempête d'Atacama, l'état d'exception est décrété dans la région.
- 22 avril : le volcan Calbuco entre en éruption après plus de 43 ans d'inactivité.
- 16 septembre : un séisme majeur de magnitude 8,3 frappe le centre du pays, faisant au moins 8 morts.

## Colombie
- 18 mai : un glissement de terrain à Salgar fait 64 morts.
- 25 octobre : élections régionales.

## Costa Rica
- Mars : le volcan Turrialba entre en éruption.

## Cuba
- 1er juillet : rétablissement des relations diplomatiques avec les États-Unis[2].
- 20 juillet : les États-Unis et Cuba rouvrent officiellement leurs ambassades (dégel cubain).

## Équateur
- Août : éruption du volcan Cotopaxi, l'état d'exception est déclaré pour la région.

## Guyana
- 11 mai : élections législatives.
- 16 mai : David Granger devient président, il succède à Donald Ramotar.
- 20 mai : Moses Nagamootoo est nommé premier ministre, succédant à Moses Nagamootoo.

## Mexique
- 7 juin : élections législatives, le Parti révolutionnaire institutionnel conserve la majorité à la chambre des députés.
- 23 octobre : l'ouragan Patricia frappe la côte Pacifique, faisant 6 morts et des dégâts importants.

## Pérou
- 30 mars : le Congrès adopte une motion de censure contre la présidente du Conseil des ministres Ana Jara et son gouvernement.
- 2 avril : le ministre de la défense Pedro Cateriano devient président du Conseil des ministres.

## Suriname
- 25 mai : élections législatives.

## Trinité-et-Tobago
- 7 septembre : élections législatives.

## Uruguay
- 1er mars : Tabaré Vázquez est investi nouveau président, succédant à José Mujica.
- 19 mars : écrasement d'un Beechcraft près de Punta del Este : 10 morts.

## Venezuela
- Décembre : aux élections législatives, le MUD (coalition de partis d'opposition) remporte une majorité absolue des sièges.